# Месдоза

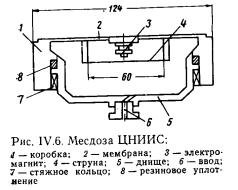

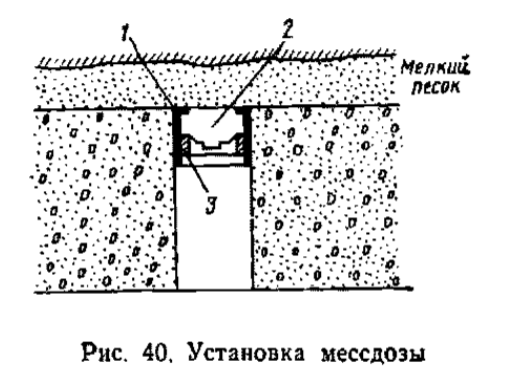
Приклад установки месдози для вимірювання тиску верхніх шарів ґрунту при прокладки тунелю. 1 — сталеве кільце з внутрішнім різьбленням. 2 — месдоза. 3 — опорне кільце

Месдоза (англ. load-cell strain gauge, force cell, pressure capsule, нім. Messdose f) — у свердловинних технологіях — основна частина динамографа, з допомогою якої зусилля, яке діє на колону насосних штанг у штангово-насосній свердловині, перетворюється на тиск рідини в гідравлічній системі динамографа, який записується на діаграмному бланку і трактується як навантаження на верхню штангу (або на головку балансира верстата-гойдалки).
Основним елементом месдози є пружний елемент, поміщений між масивними деталями, що являють собою ступінчастий циліндр. Зазвичай вся конструкція поміщається в захисний кожух.
Часто словом «месдоза» позначають тільки сам пружний елемент динамометра або динамограф.
Розміри і матеріал пружного елемента підбираються так, щоб напруги в ньому були якомога більше (буде вище точність вимірювань), проте не перевищували межу пружності.
Для збільшення точності вимірювань, датчики на пружному елементі з'єднують між собою за мостовою схемою.
При зміні опору датчиків виникає струм разбаланса, пропорційний пружною деформації. Існує велика кількість різноманітних конструкцій месдоза, які розрізняються формою пружного елемента (циліндр, кільце, куля), типом застосовуваного датчика (ємнісні, індуктивні, магнітопружні тощо), А також конструктивним оформленням допоміжних елементів (елементи для кріплення месдоза, її герметизації; висновки проводів; охолодження і т. д.) Для отримання більш точних результатів месдози слід розташовувати в зоні безпосередньої дії вимірюваного зусилля. Наприклад, при вимірюванні зусилля прокатки месдози встановлюють під нажімнимі гвинтами стану, при визначенні зусилля кування — під нижнім бойком і т. д.